# Ligyra audouinii
Ligyra audouinii är en tvåvingeart som först beskrevs av Macquart 1840.  Ligyra audouinii ingår i släktet Ligyra och familjen svävflugor. Inga underarter finns listade i Catalogue of Life.